# Rosso e nero (programma radiofonico)
Rosso e nero (1951-1957) è stata la trasmissione madre dei salotti radiofonici e televisivi italiani. Il programma, ideato da Corrado e dal fratello Riccardo, che ne fu il regista, fu presentato da Mario Carotenuto e in seguito dallo stesso Corrado. Rosso e nero contribuì a lanciare vari divi dello spettacolo, come Sophia Loren, Alberto Sordi, Claudio Villa ed Alberto Talegalli.
«Varietà radiofonico», andava in onda, dall'Auditorium Rai del Foro Italico a Roma, nelle sere del giovedì, su testi di Altomonte e Montefoschi, autori tra l'altro dei famosi monologhi di Tino Scotti che terminavano con «ghe pensi mì, ghe pensi tutto mì...»
Diverrà famoso il quiz fatto tra gli spettatori presenti nella sala, che potevano vincere il Piatto d'argento Palmolive a quel tempo la ditta sponsor della trasmissione.
Le orchestre che parteciparono alle cinque edizioni del programma, erano dirette da Enzo Ceragioli, Ernesto Nicelli, Ritz Ortolani, Pippo Barzizza, Lelio Luttazzi, Armando Trovajoli.
La prima trasmissione andò in onda giovedì 11 gennaio 1951 dall'Auditorium Rai al Foro Italico, presentata da Carotenuto con la regia di Mantoni e le orchestre Nicelli, Donadio e Ceragioli, ospiti gli attori Tino Scotti, Franca Valeri, Alberto Sordi, tra le vedettes estere le Peters Sisters.
La trasmissione, un cult della radio, viene ripresa dalla TV in via sperimentale nell'anno della sua nascita in Italia, 1954, per otto puntate presentate da Corrado con la collaborazione di Flora Lillo, segnando la prima apparizione sul piccolo schermo del presentatore. Corrado ne realizzerà poi anche un film intitolato Café chantant nel 1953. Il programma fu portato anche nei teatri italiani.
Nel 1954 fu prodotto da Carlo Infascelli e diretto da Domenico Paolella il film Rosso e nero con la partecipazione di gran parte degli attori e musicisti che avevano partecipato alla trasmissione nelle ultime edizioni dello spettacolo.

## Stagione 1951-1952

Alcuni partecipanti nel 1952: da sinistra Marcello Giorda, Umberto Melnati, Riccardo Mantoni, Evi Maltagliati, Luigi Pavese

- Rosso e Nero, panorama di varietà, presentato da Mario Carotenuto con:
- Tino Scotti, il Cavaliere
- Marina Bonfigli,
- Franca Valeri, La signorina snob
- Olinto Cristina,
- Claudio Villa,
- Vittorio Caprioli,
- Enrico Luzi, Lo scocciatore pubblico n.1
- Nilla Pizzi,
- Alberto Sordi,
- Renato Rascel,
- Teddy Reno,
- Alberto Talegalli,
- Quartetto Stars,
- Charles Trenet, ospite straordinario

con le orchestre dirette da Curt Kretzschemar, Francesco Donadio, Ernesto Nicelli e Enzo Ceragioli regia di Riccardo Mantoni, i giovedì sulla rete rossa alle 20,58

## Stagione 1952-1953

Il Quartetto Cetra tra gli ospiti più assidui della trasmissione

- Rosso e Nero, panorama di varietà di Faele e Ferretti presentato da Corrado, orchestre dirette da Pippo Barzizza, Arturo Strappini e Armando Trovajoli con la partecipazione della compagnia del Teatro comico musicale di Roma, e gli ospiti:
- Franca Valeri la signorina Cesira,
- Enrico Luzi l'uomo del crik,
- Mario Riva,
- Nino Manfredi,
- Elio Pandolfi,
- Nella Maria Bonora,
- Ubaldo Lay,
- Rocco D'Assunta,
- Alberto Talegalli il sor Clemente
- Vittorio Caprioli,
- Raffaele Pisu,
- Franco Pucci,

regia di Riccardo Mantoni, in onda i giovedì sulla rete rossa, alle ore 20,58

## Stagione 1953-1954
- Rosso e Nero, panorama di varietà, testi di Michele Galdieri, presentato da Corrado con la collaborazione di Marisa Vernati, poi sostituita da Franca Marzi dal mese di gennaio 1954, con:
- Carlo Croccolo
- Renato Rascel
- Walter Chiari
- Carlo Campanini
- Domenico Modugno
- Aroldo Tieri
- Fulvia Mammi
- Carlo Loffredo
- Fiorenzo Fiorentini

l'orchestra di Pippo Barzizza, regia di Riccardo Mantoni,  in onda i venerdì alle ore 21, sul secondo programma.

## Stagione 1955-1956

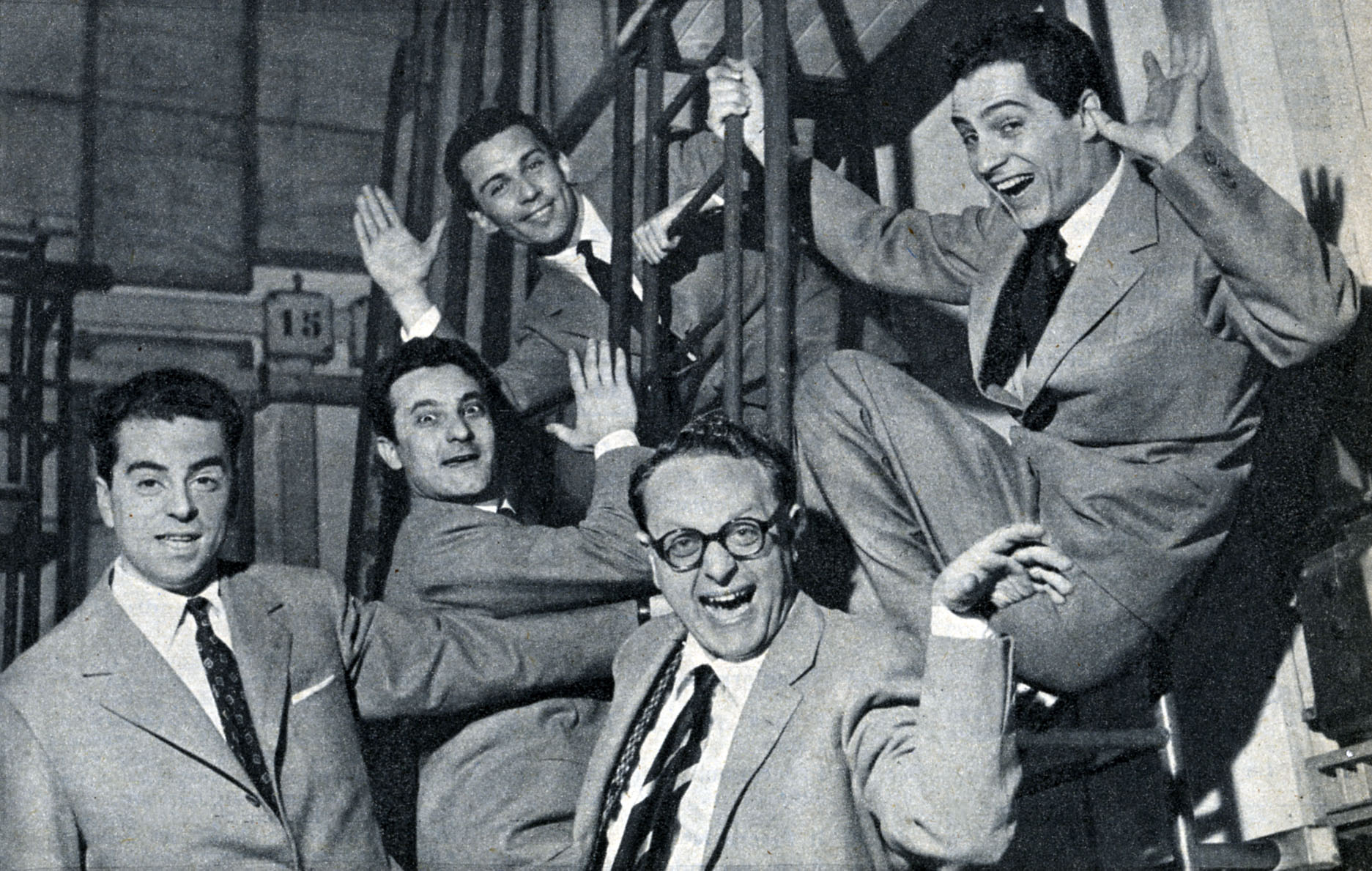
Raffaele Pisu, Pierluigi Pelitti, Paolo Ferrari, Gianni Bonagura, Nino Manfredi, nella compagnia del Teatro di rivista della RAI di Roma nel 1954

- Rosso e Nero n.2, panorama di varietà di Antonio Amurri, Faele, Ricci e Romano, presentano Gianni Bonagura, Nino Manfredi ne Il signor Tacito, Paolo Ferrari con la partecipazione di Corrado che si limitava ad un piccolo intervento per il quiz tra gli spettatori, in palio il Piatto d'Argento Palmolive.

Con la partecipazione di:
- Mario Riva
- Raffaele Pisu,
- Wanda Tettoni,
- Antonella Steni,
- Tino Scotti,
- Alberto Talegalli,
- Deddy Savagnone
- Isa Di Marzio
- Elio Pandolfi
- Rino Loddo ospite straordinario ricorrente
- Orchestra diretta da Riz Ortolani con il complesso ritmico di Franco Chiari, regia di Riccardo Mantoni, in onda tutti i venerdì alle 21.

## Stagione 1956-1957

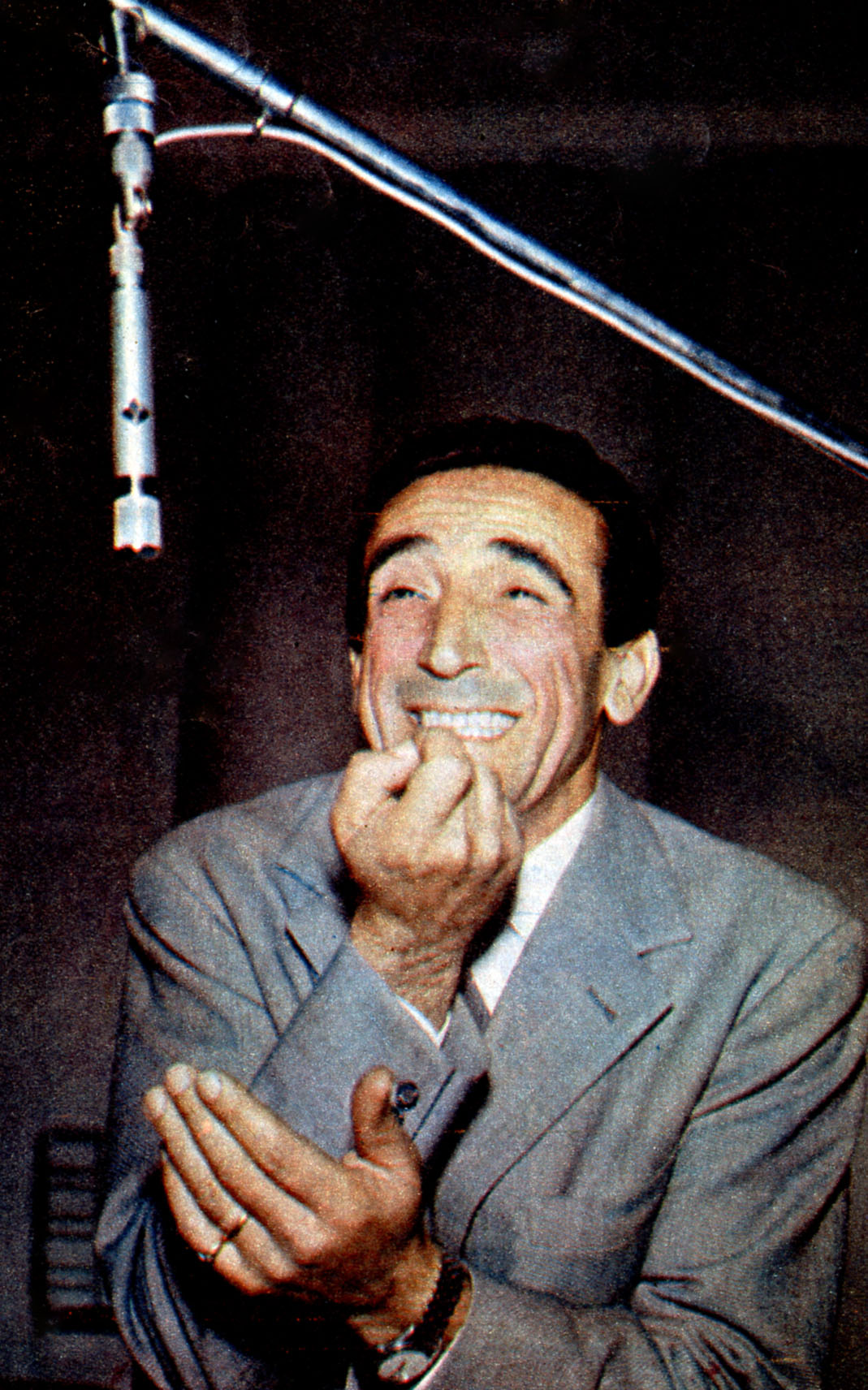
Arnoldo Foà nella macchietta della jena ridens a Rosso e nero del 1956

- Rosso e Nero, panorama di varietà di Antonio Amurri e Faele, presentato da Corrado, orchestra diretta da Lelio Luttazzi, regia di Riccardo Mantoni, in onda i venerdì alle ore 21,15 sul secondo programma[2] con:
- Nino Taranto
- Carlo Giuffré
- Augusto Marcacci: Barnaba
- Arnoldo Foà: la jena ridens
- Silvano Tortorella: con la piccola orchestra

Lelio Luttazzi in Rosso e Nero del 1956

- Rosetta Shaw: la cantante